# Шассе-Лагоцца
Культура Шассе-Лагоцца, или шассейская культура, — название археологической культуры позднего неолита — раннего энеолита, которая предшествовала культуре колоколовидных кубков. Существовала в период около 4500 — 3500 гг. до н. э.

## Происхождение и региональные связи
Как отмечает А. Л. Монгайт, в ряде мест шассейская культура сосуществует с эпикардиальными культурами, в других местах шассейские слои лежат выше слоёв с эпикардиальной керамикой. Согласно другим гипотезам, шассейская культура является развитием локального варианта кардиальной керамики.
Была родственной культуре Кортайо на территории Швейцарии и культуре Уиндмилл-Хилл на
территории Великобритании.

## Распространение
Во Франции название «Шассе» дано по типичному археологическому памятнику около Шассе-ле-Камп (департамент Сона и Луара), где археологические памятники показывают непрерывность обитания людей в течение бронзового и железного веков, в римский период и Средние века.
В Италии культура Лагоцца была распространена по Лигурийскому побережью, в Эмилии и Ломбардии. Характерны хорошо обожженные сосуды с гладкой или глянцевитой поверхностью, без ручек, но с отверстием для подвешивания, или с ручками и прямой или утолщенной верхней стенкой, а также тарелкообразные сосуды. Носители культуры жили в естественных пещерах и открытых стоянках. Погребения изучены плохо, только в Grotta della Colombina найдены скорченные трупоположения, сопровождаемые керамикой данной культуры.
Шассейская культура была распространена на равнинах и плато древней Франции, включая долины Сены и верхней Луары, и достигала территории современных департаментов Верхняя Сона, Воклюз, Альпы Верхнего Прованса, Па-де-Кале и Эр и Луара. При раскопках в Берси (Париж) было обнаружено шассейское поселение (4000 — 3800 гг. до н. э.) на правом берегу Сены; среди найденных артефактов — деревянные лодки, керамика, луки и стрелы, деревянные и каменные орудия.

## Образ жизни
Шассейцы были оседлыми фермерами (выращивали рожь, просо, яблоню, грушу, сливу) и скотоводами (овца, коза, корова). Они жили в домах, сгруппированных в небольшие деревни (100—400 человек). Их керамика почти не имела украшений. Они не владели металлообработкой, использовали кремнёвые орудия.
В начале XXI века было обнаружено крупное поселение данной культуры Вернег (Vernegues)..

## Упадок
Около 3500 до н. э. на севере Франции шассейская культура уступает место более поздней энеолитической культуре Сены-Уазы-Марны (3100 — 2000 гг. до н. э.) иного происхождения, а на юге Франции и крайнем северо-западе Италии — распадается на ряд мелких локальных вариантов (культура Пё-Ришар, культура Вераза и др.).
В качестве вероятных потомков шассейской культуры рассматриваются лигуры.

## Хронология
- 4000: шассейское поселение Берси около Парижа
- 4400: шассейское поселение Сен-Мишель-дю-Туш около Тулузы.
- 4400: возникновение рёссенской культуры в Бом-де-Гонвийяр, департамент Верхняя Сона.
- 3190: шассейские памятники в Кальвадосе.
- 3530: шассейские памятники в Па-де-Кале.
- 3450: закат шассейской культуры в департаменте Эр и Луара.
- 3400: закат шассейской культуры в Сен-Митре (департамент Альпы Верхнего Прованса).